# Liste der Kulturdenkmale in Dobersdorf
In der Liste der Kulturdenkmale in Dobersdorf sind alle Kulturdenkmale der schleswig-holsteinischen Gemeinde Dobersdorf (Kreis Plön) und ihrer Ortsteile aufgelistet (Stand: 10. März 2025).

## Legende
In den Spalten befinden sich folgende Informationen:
- Objekt-ID: die Nummer des Kulturdenkmales
- Lage: die Adresse des Kulturdenkmales und die geographischen Koordinaten. Kartenansicht, um Koordinaten zu setzen. In der Kartenansicht sind Kulturdenkmale ohne Koordinaten mit einem roten Marker dargestellt und können in der Karte gesetzt werden. Kulturdenkmale ohne Bild sind mit einem blauen Marker gekennzeichnet, Kulturdenkmale mit Bild mit einem grünen Marker.
- Offizielle Bezeichnung: Bezeichnung des Kulturdenkmales
- Beschreibung: die Beschreibung des Kulturdenkmales
- Bild: ein Bild des Kulturdenkmales

## Sachgesamtheiten
| Objekt-ID | Lage                                              | Offizielle Bezeichnung | Beschreibung | Bild |
| --------- | ------------------------------------------------- | ---------------------- | --- | ---- |
| 32877     | Mörken 3, Timmbrook (54° 18′ 1″ N, 10° 18′ 25″ O) | Forsthof Timmbrook     | Forsthof Timmbrook; um 1800, 1940; Forsthof des Gutes Dobersdorf zur Bewirtschaftung des Forstes Großholz, Ensemble aus einem Wohn- und Wirtschaftsgebäude, einem jüngeren Wohnhaus, einem nördlichen und einem westlichen Nebengebäude, sowie einer Wohnkate - Begründung: geschichtlich, Kulturlandschaft prägend - Schutzumfang: Wohn- und Wirtschaftsgebäude, Wohnhaus, nördliches Nebengebäude, westliches Nebengebäude (Timmbrook), Wohnkate (Mörken 3) | BW   |

## Bauliche Anlagen
| Objekt-ID     | Lage                                          | Offizielle Bezeichnung             | Beschreibung | Bild            |
| ------------- | --------------------------------------------- | ---------------------------------- | --- | --------------- |
| 1093 Wikidata | Gut Dobersdorf (54° 19′ 22″ N, 10° 17′ 22″ O) | Gut Dobersdorf: Herrenhaus         | Das Herrenhaus wurde von 1770 bis 1772 von Georg Greggenhofer erbaut. Das Haus befindet sich direkt am Dobersdorfer See. Es ist ein zweigeschossiges Haus mit neun Achsen und wurde im Stil des Rokokos errichtet. Alteintragung (Aktualisierung vorgesehen) - Begründung: Alteintragung (Aktualisierung vorgesehen) - Schutzumfang: Alteintragung (Aktualisierung vorgesehen) - Denkmaltyp: Bauliche Anlage | Fotos hochladen |
| 1226 Wikidata | Gut Dobersdorf (54° 19′ 20″ N, 10° 17′ 24″ O) | Gut Dobersdorf: Scheune            | Die Scheune wurde im Jahre 1728 erbaut. Alteintragung (Aktualisierung vorgesehen) - Begründung: Alteintragung (Aktualisierung vorgesehen) - Schutzumfang: Alteintragung (Aktualisierung vorgesehen) - Denkmaltyp: Bauliche Anlage | BW              |
| 2743 Wikidata | Gut Dobersdorf (54° 19′ 22″ N, 10° 17′ 24″ O) | Gut Dobersdorf: ehem. Kavalierhaus | Alteintragung (Aktualisierung vorgesehen) - Begründung: Alteintragung (Aktualisierung vorgesehen) - Schutzumfang: Alteintragung (Aktualisierung vorgesehen) - Denkmaltyp: Bauliche Anlage | BW              |
| 4648          | Timmbrook (54° 18′ 0″ N, 10° 18′ 27″ O)       | Wohn- und Wirtschaftsgebäude       | Wohn- und Wirtschaftsgebäude; um 1800; eingeschossiger, giebelständiger Fachwerkbau mit reetgedecktem Walmdach - Begründung: geschichtlich, Kulturlandschaft prägend - Schutzumfang: gesamtes Objekt - Denkmaltyp: Bauliche Anlage, Sachgesamtheit: Forsthof Timmbrook | BW              |
| 40305         | Timmbrook (54° 18′ 0″ N, 10° 18′ 25″ O)       | Wohnhaus                           | Wohnhaus; 1940; eingeschossiger, traufständiger Backsteinbau mit pfannengedecktem Halbwalmdach und zweigeschossigem Mittelrisalit - Begründung: geschichtlich, Kulturlandschaft prägend - Schutzumfang: gesamtes Objekt - Denkmaltyp: Bauliche Anlage, Sachgesamtheit: Forsthof Timmbrook | BW              |

## Quelle
- Liste der Kulturdenkmale in Schleswig-Holstein – Kreis Plön (PDF)

- Karte mit allen Koordinaten:
- OSM |
- WikiMap